# سعيد الخرومي
 سعيد الخرومي (10 يناير 1972 - 25 أغسطس 2021). كان سياسي فلسطيني من مواطني إسرائيل العرب، ينتمي لقبيلة العزازمة البدوية العربية في النقب، وينشط في القضايا الحقوقية لعرب النقب، قضايا التهجير وهدم البيوت والقرى غير المعترف، تولى مهامه كنائب في الكنيست الإسرائيلية في 11 أغسطس 2017، ضمن القائمة المشتركة، ممثلاً عن الحركة الإسلامية في إسرائيل (الشق الجنوبي). توفي إثر نوبة قلبية في تاريخ 25/8/2021.

## سيرته ومسيرته السياسية
نشأ الخرومي في عائلة بدوية في النقب تعتاش على تربية الماشية، كان يسكن في قرية شقيب السلام التي تمت إقامتها عام 1979، تلقّى تعليمه الثانوي في مدرسة جت الثانوية في المثلث الشمالي، أنهى اللقب الأول في الفيزياء في الجامعة العبرية في القدس، وزاول مهنة تدريس الفيزياء في جهاز التعليم العربي لسنوات عديدة، في عام 2004 انتخب رئيسًا للمجلس المحلي لِقرية شقيب السلام ، وشغل هذا المنصب حتى عام 2008. من سنة 2002 حتى 2014 تولى رئاسة المكتب السياسي للحركة الإسلامية الشق الجنوبي، ومن ثم نائبا لرئيس القائمة العربية الموحدة. شغل منصب عضو مجلس محلي شقيب السلام منذ عام 2000. من العام 2006 حتى 2008 كان عضوا في اللجنة القطرية للتخطيط والبناء، قبل دخوله إلى الكنيست أشغل منصب رئيس لجنة التوجيه العليا لعرب النقب. عام 2015 انتخب في المكان الخامس عشر في القائمة المشتركة، وبدأ إشغال مقعده في الكنيست وفق اتفاقية التناوب بين الأحزاب المكونة للقائمة المشتركة، بعد استقالة النائب عبد الله أبو معروف، في 11 اوغسطس 2017.
صرح الخرومي في وسائل الإعلام المحلية العربية عقب توليه منصبه في الكنيست، أن هنالك ثلاث مسارات هامة ستكون بسلم أولوياته، على رأسها  الأرض والمسكن، والأمر الثاني هو الجانب الاقتصادي بالوسط العربي وخاصة في الجنوب الذي يحتاج إلى شراكات عربية ويهودية، والعمل على إقامة مناطق صناعية مشتركة بين العرب واليهود، والقضية الثالثة هي موضوع التربية والتعليم.